# Lenswood
Lenswood is een plaats in de Australische deelstaat Zuid-Australië.